# Lanteglos-by-Fowey
Lanteglos-by-Fowey ist eine aus mehreren Dörfern und Weilern (hamlets) bestehende Verwaltungseinheit (Civil Parish) mit insgesamt etwa 1000 Einwohnern in der Grafschaft (county) Cornwall im Südwesten Englands. Zur Gemeinde zählen u. a. die Dörfer Polruan, Bodinnick, Churchtown und Lanteglos.

## Lage und Klima
Lanteglos liegt etwa 1 km östlich des Mündungsbereichs des River Fowey und jeweils etwa 50 km (Fahrtstrecke) westlich der Hafenstadt Plymouth bzw. nordöstlich der Bischofsstadt Truro; der Ärmelkanal befindet sich etwa 2 km südlich des Ortes und beeinflusst in hohem Maße das insgesamt wechselhafte Klima. Der Fernwanderweg des South West Coast Path führt durch die Gemeinde.

## Geschichte und Wirtschaft

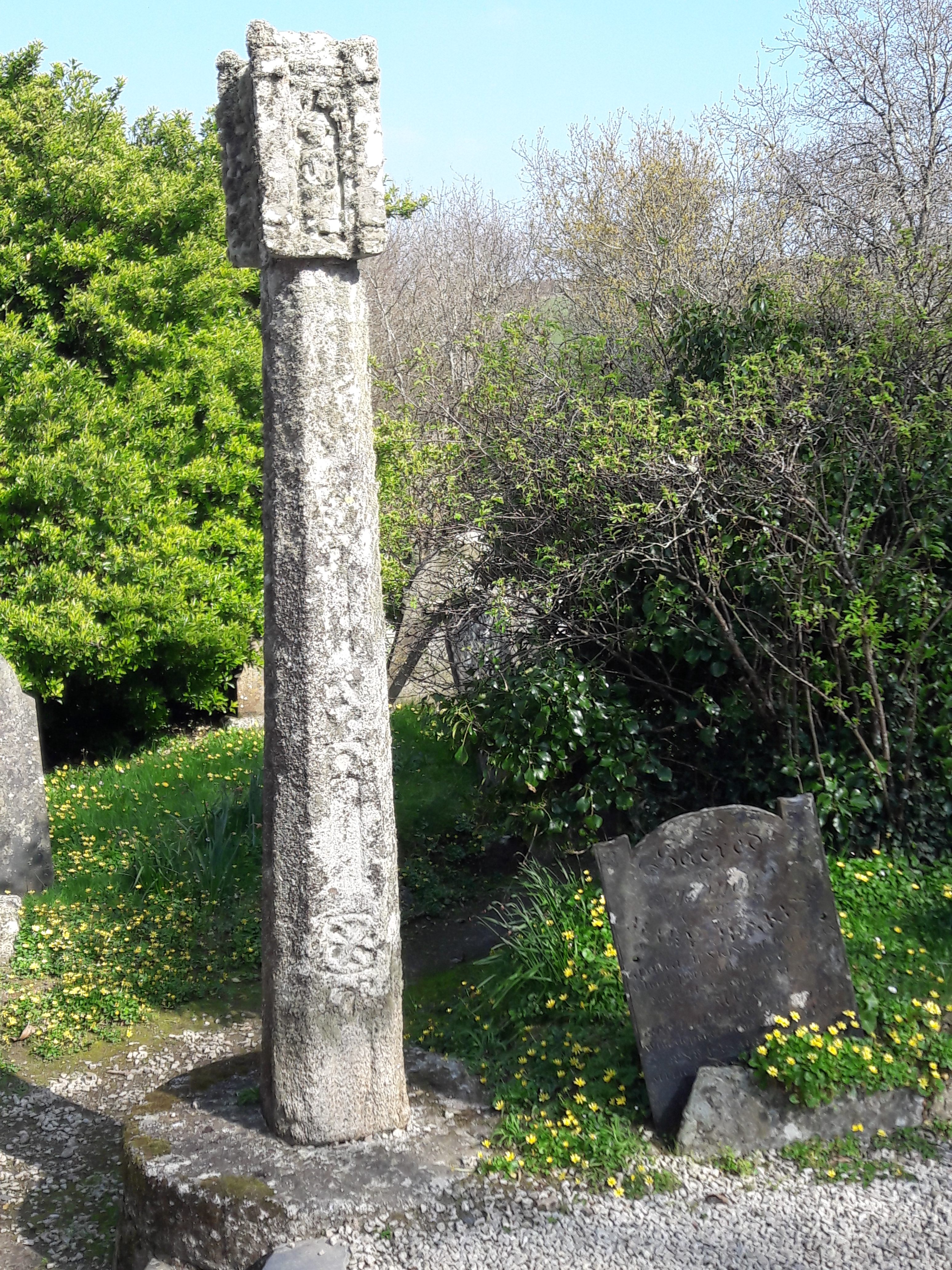
Wegekreuz (Wayside Cross)

Im 13. Jahrhundert nahm die Region wegen der zunehmenden Bedeutung ihrer kleinen Häfen einen wirtschaftlichen Aufschwung; es entstanden auch kleinere Schiffsbaubetriebe. Später lebte die Bevölkerung vom Schmuggel mit Frankreich. Heute ist die Gegend ein durchaus beliebtes Touristenziel.

## Sehenswürdigkeiten
- Die im 14. bis 16. Jahrhundert erbaute dreischiffige St Wyllows Church im Weiler Lanteglos trägt das Patrozinium des hl. Wyllow. Der Kirchturm entstand erst im 19. Jahrhundert.[1]
- Auf einem Mühlstein zwischen den Grabsteinen des die Kirche umgebenden alten Friedhofs steht das Churchyard Cross; ein oktogonaler Pfeiler stützt eine kaum mehr identifizierbare Darstellung in Form einer Laterne.